# إمارة عبد القادر
إمارة عبد القادر أو مقاومة عبد القادرأو إمارة معسكر، وعاصمتها الأولى معسكر، هي إمارة أسسها عبد القادر الجزائري بمبايعة من الشعب الجزائري لمقاومة الإحتلال الفرنسي للجزائر.

## الحكم
كان نظام الحكم بسيطا ويشبه نظام حكم الدايات لإيالة الجزائر. ومع ذلك، فقد أعاد النظر بعمق في عقيدة القوة لتحقيق أسس لمساواة أكثر. كان الأمير هو رأس الدولة، ويحكم من خلال ديوانه أو مجلس وزرائه. وكان يساعده في ذلك مجلس الشورى، وهو مجلس استشاري يضم شخصيات مشهود لها بالحكمة، مثل كبار العلماء وخلفاء الأمير في المحافظات ويرأسه قاضي القضاة.
قسم الأمير الجزائر إلى ثمانية مقاطعات، كل ولاية مقسمة إلى دوائر يشرف على كل واحدة منها آغا. أخذ هذا التقسيم بعين الاعتبار التأثيرات المحلية والتاريخية وخاصة المستوى القبلي.

## السياسة الاقتصادية
أولى الأمير في وقت مبكر أهمية كبيرة لهيكلة الاقتصاد، الذي اعتبره ضروريا لاستمرار دولته. أقام عددا من المصانع والورش في تاقدمت، عاصمته الجديدة. حظي الإنتاج المحلي للسلع الضرورية، ولا سيما للمجهود الحربي، بأهمية كبيرة. أنتجت في مدن مثل تلمسان ومعسكر ومليانة والمدية وتاقدمت البارود اللازم. وشيدت في تاقدمت ومليانة مسابك ومصانع للسلاح. كما حاول تنظيم الأسواق بمراقبتها وتأمين مواقعها وكذا الطرق لتعزيز التجارة. أهتم بالزراعة، فعطل الخراج لتشجيع الفلاحين واستفاد من فترات الهدنة. وعزز الأمير الاقتصاد بسك عملة جديدة بمدينة في تاقدمت لضمان الاستقلال المالي للدولة في 1834 إلى 1841.

## الهيكل العسكري
أدرك الأمير أن قوة الدولة يعكس بأس وشدة قوتها العسكرية. استخدم الأمير الجيش لفرض النظام والأمن ووقف الفوضى التي عمت بعد سقوط الحكم التركي في الجزائر.
كان المجتمع الجزائري ذا تنظيم قبلي بشكل أساسي في ذلك الوقت، حيث كان الأفراد مرتبطون فقط بقبائلهم؛ ولم تكن القومية معروفة في ذلك الوقت. وعند الحروب أو الصراعات، يجتمع رجال القبائل وفرسانها لينفروا للحرب، وعند إنتهائها يعود الرجال إلى قبائلهم ويستمروا في أعمالهم اليومية. لم تأسس الخدمة العسكرية في هذا المجتمع القبلي. تشكل جيش الأمير النظامي من متطوعين. وكان التجنيد مفتوحًا للشباب من جميع المناطق وجميع القبائل، ودعا الأمير للجهاد ضد الغزاة الفرنسيين. لم يكن للتجنيد شروطا أو متطلبات وكان مفتوحا لجميع الأعمار ولجميع ساكنة مناطق الإمارة. نظم الأمير جيشًا لحماية الإمارة لأنه كان يرتقب مواجهة الجيوش الفرنسية أفضل تدريباً وتجهيزاً، ويقودها ضباط وجنرالات متمرسون. كان الأمير أول قائد يؤسس جيشًا وطنيًا في تاريخ الجزائر الحديث.
كما بنى مصانع لتصنيع الأسلحة مستعينا بخبرة الفرنسيين والإسبان والإيطاليين.
أطلق على جيشه اسم جيش المحمدي (نسبة للنبي محمد)، وقسمه إلى ثلاث فرق: مشاة وفرسان ومدفعية. ثم طور قانونا عسكريا ينظم عدد من المسائل مثل الانضباط والتجنيد والسياسات والرواتب والأسلحة. تشكل جيش المحمدي من 8000 جنديا و2000 فارسا و2240 مدفعا خفيفا و20 مدفعا ثقيلا.
- الخيالة: جنود يقاتلون على ظهور الخيل
- المشاة: جنود يقاتلون راجلين
- طوباجية (مدفعية): جنود بالمدافع. وضمت وحدة المدفعية في جيش المحمدي فارين من الجيش الفرنسي من الأتراك والكراغلة. كانوا من ذوي الخبرة في التعامل مع المدافع الخفيفة والثقيلة. وتكونت كل وحدة مدفعية اثني عشر جنديًا.
  - غير النظامين: 10,240
  - النظاميون: 5960

### الزي الموحد
خصص الأمير عبد القادر زيًا فريدًا لجنود كل سلاح، وكان القماش من الكتان والحشية.  وكان يتألف من سترة من الصوف الرمادي بها قَلَنْسوة وكذا سروال أزرق من الصوف وصدرية باللون الأحمر. وكل ثلاثة أشهر، كان يُعطى الجندي قميصًا وزوجًا من الأحذية من الجلد الأصفر وبرنوسا طويلا من الصوف.
يتكون زي سلاح الفرسان من سترة حمراء مع خطوط سوداء على طبقات الأكمام والظهر، وكذلك سترة حمراء مزينة بشعر أزرق. ويحصل كل فارس على عمامة وحايك يغطي الرأس والكتفين مصنوع من الوبر.

### الشعار
«لَا شَيْء أَكْثَرُ فَائِدَة مِنْ التَّقْوَى وَالشَّجَاعَةَ»

### الأسلحة
كان لكل جندي حقيبة جلدية يمكن ارتداؤها على حزام  فوق كتفه الأيمن، وبندقية بحربة ومسدسات وخنجر (بنصل مقوس) مثبت على حزامه. كان الفرسان مسلحين ببندقية وخنجر ومسدس.

### الطعام
كغذاء، حصل كل جندي على كسرة (خبز جزائري) وكيلوغرام من الدقيق والسميد لتحضير الكسكس مرتين في الأسبوع. وتتقاسم كل مجموعة من 20 رجلاً خروفًا واحدا بينهم.

### الأجور
كان يدفع شهريًا أجر للجنود من أبريل إلى يونيو كل حسب رتبته:
- الأغا (جنرال) 22 بوجو
- السياف (ملازم أول) 12 بوجو
- رايس السياف (ملازم) 8 بوجو
- جاويش (عريف) 7 بوجو
- خبا (نقيب) 6 بوجو

والبوجو هي عملة استخدمها الأتراك في الجزائر 1 بوجو = 50 محمدية

### الإسكان
في الحامية، غالبًا ما كان يعيش الجنود في غرف بها حصائر وسجاد. أما عند التخييم في الخارج، فكان يعيش حوالي 20 جنديًا في خيمة حرب.

### الترتيب
ثبتت شارة لسيف مطرز على كتف كل الجندي إضافة إلى خاتم فضية يحملها في يده اليسرى.
- الأغا (جنرال) 4 شارات ذهبية
- السياف (ملازم أول) شارتان ذهبيتان
- رئيس السياف (ملازم) شارتان فضيتان
- جاويش (عريف) شارة فضية واحدة
- خبا (كابتن) شارة برونزية واحدة

### وحدات القيادة
- الحرس الشخصي للأمير - 500 رجل - بقيادة الأمير عبد القادر
- الكتيبة - 1000 رجل - بقيادة أغا
- السرية - 100 رجل - بقيادة سياف
- الفصيلة - 35 رجلا - بقيادة خبا

كما سعى الأمير لاستيراد الأسلحة من إنجلترا الدولة الوحيدة التي عارضت الغزو الفرنسي للجزائر، لكنه فشل. ثابر الأمير في بناء ترسانة من الذخيرة والأسلحة في كل من معسكر وتقدامت بمساعدة خبرات أجنبية. وقام الأمير بتوظيف رجال من ذوي الخبرة الصناعية في صنع الأسلحة مثل الإسبان والإيطاليين والفرنسيين. كما اختار الأمير أفضل الأماكن الاستراتيجية والمواقع المحصنة بالكامل مثل مدينة مليانة لبناء مصنعه للأسلحة في ضواحيها حتى يتمكن من تصنيع الذخيرة والأسلحة.
بدأ مصنع الأمير في تصنيع الأسلحة الجزائرية. استخدم الجيش الجزائري أسلحة استولى عليها جيش الأمير من الفرنسيين. قام الأمير عبد القادر بتدريب جيشه جيدًا وأقام أيضًا قتالًا وتكتيكاتًا عسكرية خاصة، كما استفاد من المواقع الجغرافية مثل الجبال والحقول. اعتاد الأمير على نصب الكمائن لقوات العدو، وهو ما يعرف اليوم باسم «حرب العصابات».

## ولايات الإمارة
قسّم عبد القادر إمارته إلى ولايات إدارية لتسهيل إدارتها وتخفيف العبء على الحكومة المركزية.
| ولايات امارة عبد القادر | المحافظة                          | محافظ حاكم | عاصمة |
| تيطري                   | الأمير مصطفى <br /> محمد البركاني | المدية     |       |
| مليانة                  | محيي الدين بن علال القليعي        | مليانة     |       |
| تلمسان                  | محمد بوحميدي                      | تلمسان     |       |
| معسكر                   | احمد بن التهامي                   | معسكر      |       |
| الصحراء                 | جادور بن عبد الباقي               | بشار       |       |
| مجدانة                  | محمد بن عبد السلام المقداني       | سطيف       |       |
| الزيبان                 | فرحات برن سعيد                    | بسكرة      |       |
| جبال                    | الأمير مصطفى <br /> احمد بن سالم  | البويرة    |       |

وقسمت كل ولاية إلى مقاطعات تنقسم إلى مجموعات من القبائل. وكان رئيس الحي يسمى أغا والشيخ هو زعيم جماعة من القبائل.

## العلم والشعار

علم إمارة معسكر

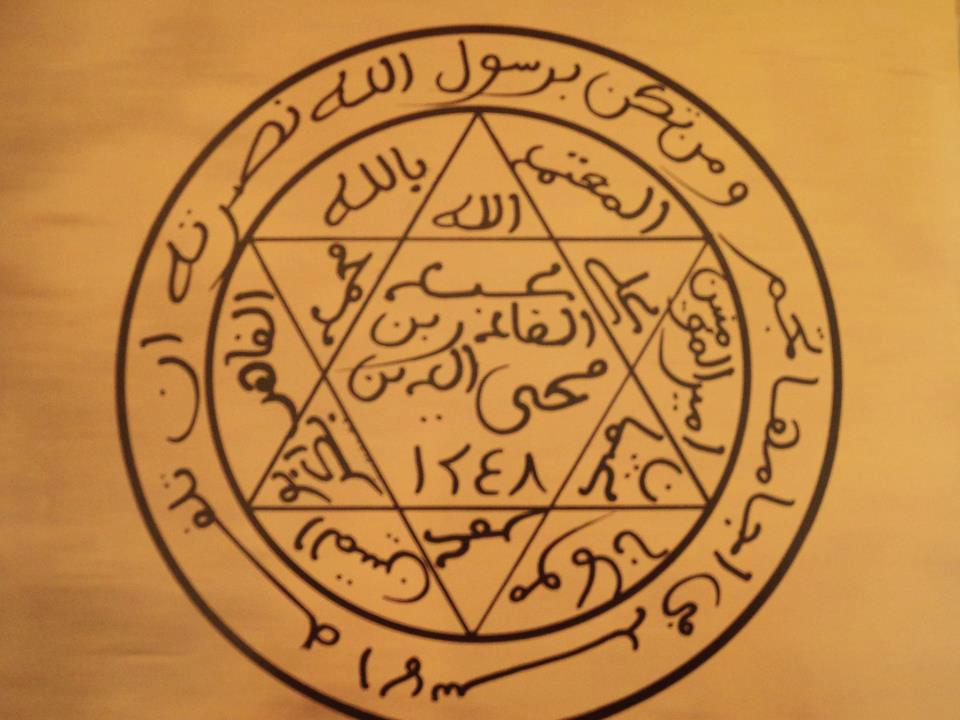
شعار إمارة عبد القادر

### علم
صمم الأمير عبد القادر علما مكون من شريط من الحرير الأبيض فوقه وتحته شريطان من الحرير الأخضر. رسمت على الشريط الأبيض يد محاطة بالكلمات الذهبية «نصر الله والاسترداد قريب ونصر الأمير عبد القادر».

### الشعار
أخذ شعار الدولة شكل نجمة سداسية، كتب في محيطه: الله، ومحمد (صلى الله عليه وسلم)، وأبو بكر، وعمر، وعثمان، وعلي. وفي وسطها عبد القادر بن محيي الدين.

## الإدارة

### التعليم
كان التعليم الشغل الشاغل للأمير. واثق من أن التطور في هذا المجال يكون بالاهتمام بالكتب والمراجع مهما كانت قيمتها العلمية والأدبية. لذلك، بذل الأمير قصارى جهده لجمع الكتب في مواضيع مختلفة عن طريق شرائها أو نسخها أو نقلها.

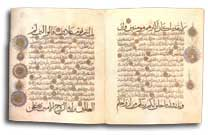
مخطوطات امارة عبد القادر.

كما أصدر الأمير أوامر صارمة لجنوده بعدم إساءة التعامل مع الكتب أو عدم احترامها، وعوقب من خالف هذه الأوامر بشدة. كما كان يكافئهم على إحضار كتاب أو مؤلف. وقد كان يستغرق نسخ مخطوطة واحدة عدة أشهر وهو وقت طويل بالنسبة للأمير بسبب الحرب مع المحتلين الفرنسيين.
حققت هذه السياسة نجاحًا كبيرًا في جلب الكتب من مختلف المجالات إلى إمارته، كما قام الأمير ببناء مكتبة لتخزين وتنظيم هذه الكتب التي جمعها، كما ربط المكتبة أيضًا بالعديد من المؤسسات التربوية في الإمارة مثل المدارس والمساجد والزوايا (المدارس الدينية)، كانت المكتبة مفتوحة لجميع الطلاب والعلماء وحتى الجنود. كما اعتمد في تخزين عدد كبير من المخطوطات على قلعة تقدامت، حيث اعتاد على حفظ ليس فقط المخطوطات ولكن أيضًا وثائق الدولة المصنفة والرسائل الدبلوماسية.

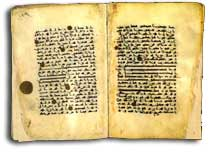
من مخطوطات "إمارة عبد القادر"

اعتنى الأمير بالكتب والمخطوطات حتى في الحرب. ونقل جميع الكتب والمخطوطات التي تم تخزينها في قلعة تقدامت إلى ((بالعربية: زمالة) zmālah، المكتوبة بالحروف اللاتينية باسم "Smala") وبعد سقوط القلعة في يد الفرنسيين، لكن الجنود الفرنسيين استولوا على الكتب والمخطوطات بعد معركة Smala في عام 1843. كان الأمير يختار المعلمين المؤهلين لتطوير التعليم في الإمارة، ودعم المعلمين ماديًا ومعنويًا ومنحهم أجورًا حسب مؤهلاتهم، كما قام ببناء المدارس في جميع أنحاء الإمارة في القرى والبلدات والمدن.

### النظام القضائي
بعد إنشاء الإمارة وتقسيمها إداريا، عين الأمير في كل منطقة قاضيًا للحكم وفقًا للمذهب المالكي الفقهي. ولأن العدل هو أساس الحكم، وضع للقضاة متطلبات: الصدق والعدالة والعفة و (ممارسة) الإسلام.
لضمان عمل القضاء بشكل جيد، دفع الأمير لكل قاضٍ أجرًا شهريًا محترمًا قدره 100 درهم (50 فرنكًا) ومدفوعات إضافية بناءً على نوع القضية التي يحكم فيها. وفصل الأمير بين القضاء المدني والقضاء العسكري، ثم عين لكل مقاطعة قاضيا خاصا للفصل في القضايا والشكاوى. ويختار القاضي لمدة عام واحد فقط.
كما جند الأمير فقيهين إثنين لكل مجلس إقليمي. كان يدرس الفقيه الكبير كل فتاوى صادرة عن قاضي منطقة معينة ثم يرسلها إلى معسكر لدراسة أعمق. وربط الأمير جميع قضاة المناطق بمراجعة قضاياهم مع قاضي القضاة أحمد بن الهاشمي المراحي.
كما أراد الأمير أن تخضع أحكام القضاء المدني والعسكري للشريعة التي جعلها الأمير مصدر الحكم في الإمارة. أحكامه مستمدة من القرآن والسنة والاجتهاد، وذكر الناس بأيام الخلافة الراشدة ومسح من أذهانهم الذكرى السيئة للحكم التركي للجزائر. واعتبر أن نجاح الإمارة الجديدة يمون بإزالة الفساد الموروث عن الأتراك والعمل على تغيير العلاقات القديمة وتوحيد الشعب الجزائري. هذه السياسة ساهمت في زيادة لحمة الشعب الجزائري، وساعدته لاحقًا على مواجهة الغزو الفرنسي.
فورًا وخاصة إذا كان هناك خطر يهدد الوطن مثل وجود عدو، كان الرد على التهديدات يهدف إلى ردع الآخرين دون دعوة. وقال: «من يساعد العدو مالياً يعاقب مالياً (غرامات) ومن يساعد العدو جسدياً يعاقب بقطع رأسه (الإعدام)».
وفي هكذا عدالة وأمان، عاش الناس بسلام تحت علم إمارة وطنية شعبية، واختفت الجريمة وعاد الهدوء بعد الفوضى التي أعقبت سقوط الحكم التركي في الجزائر. كما حارب الأمير الفساد الأخلاقي في المجتمع، وحظر الدعارة وشرب الخمر والمخدرات في جميع أنحاء إمارته، كما منع الجنود من لعب الورق وارتداء الذهب والفضة إلا في أسلحتهم وخيولهم، وأمرهم بالصلاة في المسجد.
وقال الأمير «اعلموا أن الغرض الوحيد من قبولي لهذا المنصب (أمير) هو أن تكونوا آمنين على أنفسكم وشرفكم ومالكم مضمونة في بلدكم تتمتعون بواجباتكم الدينية ولا أستطيع بلوغ ذلك إلا بمساعدة منكم بالمال أو الرجال».[هل المصدر موثوق به؟] 

## الفهرس
- امارة عبد القادر الهيكل العسكري
- عبد القادر، رئيس الطهاة الحركي (1832-1847)، قدم المساواة جاك فريمو، dans: Revue Historique des armées، n.250 (2008)، pp. 100-107 1
- الجزائر: le passé، l'Algérie française، la révolution، 1954-1958، par Jacques Simon - Éditions L'Harmattan، 2007 "Etat d'Abd el Kader"&source=bl&ots=hpBYruWIiK&sig=fyE_vcqkv2TPhTd_kC_Qx8W2pzk&hl=fr&ei=1usJTeHyCIal8QPXo8k4&sa=X&oi=book_result&ct=result#v=onepage&q&f=false Analyze de l'État d'Abd el Kader pp. 45-48
- عبد القادر، معركة سياسية وعسكرية، بالقلم ألكسندر بلمار هاشيت 1863، منظمة ابن الدولة، بقلم عبد القادر لوي ميم، ص 221-241
- تاريخ الحاج عبد القادر (1848)، عن طريق الحسين بن علي بن علي طالب ابن عم دي لومير، dans - africaine Revue Africaine - 1876 pp. 419-455 (Récit autobiographique par un Cavalier d'Abd El Kader، 1832 à 1844)
- منظمة du Couroire d'Abd-El-Kader (اقرأ على الإنترنت (بالفرنسية))
- L'État d'Abd-el-Kader et sa puissance en 1841، d'après le rapport du sous-intendant Militaire Massot (اقرأ على الإنترنت (بالفرنسية))
- مقاومة الأمير عبد القادر 1832-1847
- بيعة الأمير عبد القادر
- الجزائريون يتذكّرون مبايعة الأمير عبد القادر

## الملاحظات والمراجع
1. ↑  a et b Mahfoud Kaddache, L’Algérie des Algériens, de la Préhistoire à 1954, EDIF, 2000, p. 603
2. ↑  Emir Abd El-Kader: Hero and Saint of Islam،  A liberating Ascensis, p57 (read online) نسخة محفوظة 2018-02-21 على موقع واي باك مشين.
3. ↑  Sedgwick, Mark (18 Oct 2016). Western Sufism: From the Abbasids to the New Age (بالإنجليزية). Oxford University Press. ISBN:978-0-19-997766-6. Archived from Abdelkader&pg=PT142 the original on 2021-07-25. {{استشهاد بكتاب}}: تحقق من قيمة |مسار= (help)
4. 1 2  Koulakssis، Ahmed؛ Meynier، Gilbert (1987). L'emir Khaled: premier zaʼîm? Identité algérienne et colonialisme français. L'Harmattan. ISBN:978-2-85802-859-7. مؤرشف من الأصل في 2021-07-22.
5. ↑  Mahfoud Kaddache, L’Algérie des Algériens, de la Préhistoire à 1954, EDIF, 2000, p. 598
6. ↑  Mahfoud Kaddache, L’Algérie des Algériens, de la Préhistoire à 1954, EDIF, 2000, p. 603
7. ↑  Abdelkader Boutaleb, L'émir Abd-el-Kader et la formation de la nation algérienne: de l'émir Abd-el-Kader à la guerre de libération, Editions Dahlab, 1er janvier 1990 (read online) نسخة محفوظة 2018-11-16 على موقع واي باك مشين.
8. ↑  Provinces of the Emirate (read online) نسخة محفوظة 2021-07-22 على موقع واي باك مشين.
9. ↑  الأمير يبني الدولة، ختم كاتب الدوان (read online (arabic) نسخة محفوظة 2020-10-27 على موقع واي باك مشين.
10. ↑  Establishment of the Emirate of Abdelkader (read online) نسخة محفوظة 2021-07-22 على موقع واي باك مشين.
11. ↑  Emirate of Abdelkader, Administration in the Emirate (read online) نسخة محفوظة 2021-07-22 على موقع واي باك مشين.